# Остров Визе
Остров Ви́зе или Земля Ви́зе — остров в северной части Карского моря.

## История
В 1910-х годах судно «Святая Анна» под руководством Г. Л. Брусилова дрейфовало в Карском море. В 1914 году судно погибло, но его штурман В. И. Альбанов сумел спасти вахтенный журнал.
В 1924 году советский океанограф (а также метеоролог и полярный исследователь) В. Ю. Визе изучал линию дрейфа судна, зажатого во льдах. По отклонению морского течения он предположил, что причина этого — в существовании неизвестного острова, и дал весьма точные географические координаты. На ледокольном пароходе «Георгий Седов» в 1930 году Визе, участник экспедиции под руководством О. Ю. Шмидта, первым сошёл на теоретически предсказанный им самим остров.
1 ноября 1945 года на южном берегу острова Визе была основана одноимённая гидрометеорологическая полярная станция.
В 1956 году станция начала производить аэрологическое зондирование атмосферы, в 1957 — регистрацию продолжительности солнечного сияния по гелиографу и актинометрические наблюдения.
В годы Холодной войны рядом с гидрометеорологической полярной станцией была развёрнута радиотехническая воинская часть.
В 1957 году на остров Визе из Прибалтийского военного округа было передислоцировано морем советское воинское подразделение РТВ  противовоздушной обороны СССР (в\ч "ЮЯ" 03172) из состава Диксонского (в\ч «ЮЯ» 03177) полка ПВО, которое несло постоянное боевое дежурство в арктических широтах в этом регионе до распада СССР.

## Физико-географическое расположение

### Географическая характеристика
Площадь острова составляет 288 км². Протяжённость 35 км, максимальная ширина 9 км. Рельеф острова равнинный с небольшими холмами, максимальная высота 22 м над уровнем моря. Геологически Земля Визе сложена глиной и морским песком. Берега острова Визе постепенно разрушаются. Но если в 1950-х годах средняя скорость отступания берега в год составляла 1,5 м, то за период 2009—2016 годов берег отступил на 74 м. Остров находится в природной зоне арктических пустынь; растительность крайне скудна и представлена мхами, накипными лишайниками и несколькими видами цветковых растений.
В северо-западной части острова расположено крупное озеро лиманного типа с двумя внутренними островами и тремя заливами. Озеро имеет неправильную форму и приблизительный размер 8×3 км, разделяя остров на две части — его северо-западная часть соединяется с основным островом только песчаными косами. В бассейн основного озера входит озеро меньшего размера, сообщающееся с ним протокой. Внутренние водоёмы острова освобождаются от льда на короткое время в августе.

### Климат
Климат острова суровый, температура самых тёплых месяцев чуть выше нуля. Среднегодовое количество осадков — около 225 мм, в основном в виде снега. На острове Визе самый холодный абсолютный максимум температуры среди всех земель России.
| Показатель                | Янв.  | Фев.  | Март  | Апр.  | Май   | Июнь  | Июль | Авг.  | Сен.  | Окт.  | Нояб. | Дек.  | Год   |
| ------------------------- | ----- | ----- | ----- | ----- | ----- | ----- | ---- | ----- | ----- | ----- | ----- | ----- | ----- |
| Абсолютный максимум, °C   | 0     | −0,2  | 0,9   | 1,5   | 2,3   | 5,1   | 9,2  | 8,5   | 5,4   | 3,1   | 1     | 0,2   | 9,2   |
| Средняя температура, °C   | −24,9 | −25,7 | −24,9 | −19,6 | −9,2  | −1,6  | 0,5  | 0,1   | −2,8  | −10,7 | −18,5 | −23,4 | −13,4 |
| Абсолютный минимум, °C    | −47,9 | −44,5 | −47   | −44   | −32,1 | −14,6 | −5,1 | −11,4 | −22,2 | −38,2 | −41,3 | −43,7 | −47,9 |
| Норма осадков, мм         | 12    | 10    | 11    | 11    | 12    | 15    | 17   | 22    | 22    | 23    | 16    | 14    | 185   |
| Источник: Погода и климат |       |       |       |       |       |       |      |       |       |       |       |       |       |